# Виконавець вироку
«Виконавець вироку» (англ. Doomsdayer) — американський бойовик.

## Сюжет
Керівництво секретної міжнародної антитерористичної організації «Протокол 23» доручило своєму суперагентові Джеку Логану знайти місце, де таємно виробляється нова вибухова речовина величезної руйнівної сили, здатна розплавляти реактори атомних електростанцій. Мільярдер Макс Гаст і його дружина Елізабет готуються знищити ненависний ними світовий порядок. До початку глобальної катастрофи залишається всього сім днів і Логан повинен зробити неможливе — проникнути на тропічний острів Сан-Морено, що належить Гасту, і вчасно знешкодити зброю, яка прирікає на загибель мільйони.

## У ролях
- Джо Лара — Джек Логан
- Удо Кір — Макс Гаст
- Дженуері Ісаак — Діна Кастанеда
- Бриджит Нільсен — Елізабет Гаст
- Алекса Яго — Мері Сільвербелл
- Пейдж Роуленд — Валентин Дейлі
- Т.Дж. Сторм — Петтігрю Монтгомері
- Деніел Масса — Еміліо Костанеда
- Пол Голм — командувач Торрес
- Романо Крістофф — Маклін
- Дон Стоквелл — Берт
- Ноель Айзон — міський мешканець
- Бенсон Вентура — Амосс
- Джеймс Грегорі Паоллелі — Макдауелл
- Ніл Моррісон — Гросс
- Лейла Ларкін — Маргарита Фетцер